# Blakeanthus cordata
Blakeanthus es un género botánico monotípico perteneciente a la familia Asteraceae. Su única especie: Blakeanthus cordata es originaria de El Salvador y Honduras.

## Descripción
Blakeanthus cordata sólo tiene disco (sin rayos florales) y los pétalos son de color blanco, ligeramente amarillento blanco, rosa o morado (nunca de un completo color amarillo).

## Taxonomía
Blakeanthus cordata fue descrita por  R.M.King & H.Rob.  y publicado en Phytologia 24: 119. 1972.
- Ageratum cordatum (S.F. Blake) L.O. Williams
- Alomia cordata S.F. Blake[5]